# Prionotus stearnsi
Prionotus stearnsi är en fiskart som beskrevs av Jordan och Swain, 1885. Prionotus stearnsi ingår i släktet Prionotus och familjen knotfiskar. Inga underarter finns listade i Catalogue of Life.